# Micronema hexapterus
Micronema hexapterus är en fiskart som först beskrevs av Bleeker, 1851.  Micronema hexapterus ingår i släktet Micronema och familjen malfiskar. Inga underarter finns listade i Catalogue of Life.